# Радиальная траектория
Радиальная траектория — в астродинамике и небесной механике кеплерова орбита с нулевым угловым моментом. Два объекта, находящиеся на радиальной траектории, движутся по одной прямой линии.

## Классификация
Существует три вида радиальных траекторий (орбит).
- Радиальная эллиптическая траектория: орбита, соответствующая части вырожденного эллипса с момента касания телами друг друга и последующего удаления тел до следующего касания. Относительная скорость движения двух тел меньше скорости убегания. У данной орбиты малая полуось имеет нулевую длину, эксцентриситет равен единице. Несмотря на то, что эксцентриситет равен единице, орбита не является параболической. Если коэффициент упругости обоих тел равен 1, то такая орбита будет периодической; если коэффициент упругости меньше 1, орбита непериодическая.
- Радиальная параболическая траектория: непериодическая орбита, при которой относительная скорость тел равна скорости убегания. Существуют два случая: тела движутся друг к другу или друг от друга.
- Радиальная гиперболическая траектория: непериодическая орбита, при которой относительная скорость тел превышает скорость убегания. Существуют два случая: тела движутся друг к другу или друг от друга. Является гиперболической орбитой с нулевой длиной малой полуоси, при этом эксцентриситет равен единице.

В отличие от стандартных орбит, одной из характеристик которых является эксцентриситет,  радиальные орбиты классифицируются по величине энергии в расчёте на единицу массы (сумма кинетической и потенциальной энергии, делённая на приведённую массу):
{\displaystyle \epsilon ={\frac {v^{2}}{2}}-{\frac {\mu }{x}},}
где x равен расстоянию между центрами масс тел, v равно относительной скорости,  {\displaystyle \mu ={G}(m_{1}+m_{2})} является гравитационным параметром.
Другая постоянная величина имеет вид
{\displaystyle w={\frac {1}{x}}-{\frac {v^{2}}{2\mu }}={\frac {-\epsilon }{\mu }}.}
- Для эллиптических траекторий величина w положительна и равна обратной величине к апоцентрическому расстоянию.
- Для параболических траекторий w равно нулю.
- Для гиперболических траекторий w отрицательно и равно {\displaystyle \textstyle {\frac {-v_{\infty }^{2}}{2\mu }}}, где  {\displaystyle \textstyle v_{\infty }} равно скорости на бесконечном расстоянии.

## Время как функция расстояния
При известных расстоянии между компонентами, скорости и полной массе в некоторый момент времени можно определить положение объекта в любой момент времени.
На первом шаге определяется постоянная w. Знак w определяет тип орбиты.
{\displaystyle w={\frac {1}{x_{0}}}-{\frac {v_{0}^{2}}{2\mu }},}
где {\displaystyle \textstyle x_{0}} и {\displaystyle \textstyle v_{0}} являются расстоянием между компонентами и скоростью в некоторый момент времени.

### Параболическая траектория
{\displaystyle t(x)={\sqrt {\frac {2x^{3}}{9\mu }}},}
где t показывает время до или от момента, когда две массы, если они являются точечными, совпадут в пространстве, x показывает расстояние.
Данное уравнение применимо только к радиальным параболическим траекториям. Для более общих параболических траекторий см. уравнение Баркера.

### Эллиптическая траектория
{\displaystyle t(x,w)={\frac {\arcsin({\sqrt {w\,x}})-{\sqrt {w\,x\ (1-w\,x)}}}{{\sqrt {2\mu }}\,w^{3/2}}},}
где t  показывает время до или от момента, когда две массы, если они являются точечными, совпадут в пространстве, x показывает взаимное расстояние. 
Данное уравнение является радиальным уравнением Кеплера.

### Гиперболическая траектория
{\displaystyle t(x,w)={\frac {{\sqrt {(|w|x)^{2}+|w|x}}-\ln({\sqrt {|w|x}}+{\sqrt {1+|w|x}})}{{\sqrt {2\mu }}\,|w|^{3/2}}},}
где t показывает время до или от момента, когда две массы, если они являются точечными, совпадут в пространстве, x показывает взаимное расстояние. 

### Универсальная формула (для любой траектории)
Радиальное уравнение Кеплера можно записать в универсальном виде, применимом к любой радиальной траектории:
{\displaystyle t(x,w)=\lim _{u\to w}{\frac {\arcsin({\sqrt {u\,x}})-{\sqrt {u\,x\ (1-u\,x)}}}{{\sqrt {2\mu }}\,u^{3/2}}}.}
Если использовать разложения в ряд, уравнение преобразуется к виду
{\displaystyle t(x,w)={\frac {1}{\sqrt {2\mu }}}\left.({\frac {2}{3}}x^{3/2}+{\frac {1}{5}}wx^{5/2}+{\frac {3}{28}}w^{2}x^{7/2}+{\frac {5}{72}}w^{3}x^{9/2}+{\frac {35}{704}}w^{4}x^{11/2}\cdots )\right|_{-1<w\cdot x<1}}

## Радиальная задача Кеплера (расстояние как функция от времени)
Задача определения расстояния между двумя телами в произвольный момент времени при известных расстоянии и скорости в заданный момент времени известна как задача Кеплера. В данном разделе задача Кеплера решается для радиальных орбит.
На первом этапе определяется постоянная w. Знак w используется для определения типа орбиты.
{\displaystyle w={\frac {1}{x_{0}}}-{\frac {v_{0}^{2}}{2\mu }},}
где {\displaystyle \textstyle x_{0}} и {\displaystyle \textstyle v_{0}} являются расстоянием между компонентами и скоростью в некоторый момент времени.

### Параболическая траектория
{\displaystyle x(t)=\left({\frac {9}{2}}\mu t^{2}\right)^{\frac {1}{3}}}

### Универсальная форма (для любой траектории)
Используются две независимых величины w и расстояние p  в момент времени t, которое бы было между телами, если бы они находились на параболической орбите.
{\displaystyle w={\frac {1}{x_{0}}}-{\frac {v_{0}^{2}}{2\mu }},\quad \quad p=\left({\frac {9}{2}}\mu t^{2}\right)^{\frac {1}{3}},}
где  t показывает время, {\displaystyle x_{0}} является начальным положением, {\displaystyle v_{0}} равно начальной скорости,  {\displaystyle \mu ={G}(m_{1}+m_{2})}.
Обратное радиальное уравнение Кеплера является решением радиальной задачи Кеплера:
{\displaystyle x(t)=\sum _{n=1}^{\infty }\left(\lim _{r\to 0}\left({\frac {w^{n-1}p^{n}}{n!}}{\frac {\mathrm {d} ^{\,n-1}}{\mathrm {d} r^{\,n-1}}}\left(r^{n}\left({\frac {3}{2}}(\arcsin({\sqrt {r}})-{\sqrt {r-r^{2}}})\right)^{-{\frac {2}{3}}n}\right)\right)\right)}
или
{\displaystyle x(t)=p-{\frac {1}{5}}wp^{2}-{\frac {3}{175}}w^{2}p^{3}-{\frac {23}{7875}}w^{3}p^{4}-{\frac {1894}{3931875}}w^{4}p^{5}-{\frac {3293}{21896875}}w^{5}p^{6}-{\frac {2418092}{62077640625}}w^{6}p^{7}\cdots }

Степенные ряды легко дифференцировать почленно, что позволяет получить формулы для скорости, ускорения и т.д.